# Język xârâgurè
Język xârâgurè (haragure, ’aragure, aragure) – język austronezyjski z południowej Nowej Kaledonii. Według danych z 2009 roku posługuje się nim 760 osób. Jego użytkownicy zamieszkują szereg wsi w regionie Thio-Borindi.
Jest w znacznym stopniu wzajemnie zrozumiały z językiem xârâcùù.